# Webbkonferens
Webbkonferens möjliggör möten på distans via Internet. Det finns ett flertal programvaror för detta på marknaden. 
Webbkonferenser fungerar så att:
- Flera kan prata samtidigt med varandra (via datorn, telefon eller en kombination).
- Deltagarna ser alla samma sak på sin dataskärm, varandras ansikte via webbkameror, en presentation, ett program eller en Internetsida.

## Exempel på produkter och system
- Marratech
- Elluminate
- AT&T Connect